# 卡西亚中心
卡西亞中心（英語：Kaseya Center）是位於美国佛罗里达州迈阿密市中心的一座綜合體育館，現主要作為NBA邁阿密熱火隊主場使用。卡西亞中心原名美國航空球館、FTX球館，1998年開始修建，舊稱美國航空球館中的AmericanAirlines是一個單詞，而達拉斯獨行俠的主場美國航空中心（American Airlines Center）裡的American和Airlines是两個單詞。
2001年，獨行俠主場AAC完工，因此熱火和獨行俠的對戰組合會戲稱為「美航大戰」。
球場可容納19600名觀眾，包含2,105個俱樂部座位, 80個頭等座位和76個私人包廂。
夏奇拉是於此場館舉行最多次數演唱會的歌手，一共11場。她於2006年的《愛的原罪巡迴演唱會》舉行5場演唱會，為在此場地單一演唱會舉行最多場次之歌手。
2021年3月加密貨幣交易所FTX以1.35億美元奪得場館的冠名權，並將場館更名為FTX Arena。
2022年11月11日，在FTX申請破產之後，邁阿密-戴德縣與熱火隊宣布終止與FTX的合作關係，並將另尋新的冠名廠商。2023年1月14日，邁阿密-戴德縣市長Daniella Levine Cava宣稱在找到新的冠名贊助商前，熱火隊的主場球館暫時稱作邁阿密-戴德縣球館（Miami-Dade Arena）。
2023年4月4日，Kaseya公司以17年1.174億美元取得球場的冠名權, 更名為Kaseya Center。